# Kontraktanz
Kontraktanz ist die Eigenschaft eines granularen Mediums bzw. Granulats, seine Dichte während scherender Beanspruchung zu vergrößern. Kontraktanz ist somit analog zur Dilatanz eine Stoffeigenschaft.
In der Bodenmechanik wird kontraktantes Stoffverhalten bei locker gelagerten Sanden beobachtet. Bei einer scherenden Beanspruchung vergrößert sich die Dichte des Sandes. Die Dichte vergrößert sich bis zu einer vom hydrostatischen effektiven Druck abhängigen kritischen Dichte, welche dann für große Scherverformungen mit dem Scherweg konstant bleibt.
Bei sehr raschen scherenden Krafteinwirkungen können sich locker gelagerte und somit zur Kontraktanz neigende wassergesättigte Sande verflüssigen (Bodenverflüssigung). Dabei verhindert das inkompressible Porenwasser in Verbindung mit einer behinderten Abströmung eine Vergrößerung der Gesteinsdichte. Außerdem verlieren die Einzelkörner den Kontakt zu benachbarten Körnern, was den Verlust der Festigkeit bedeutet. Ein verflüssigter Sand kann keine Schubspannungen aufnehmen, sodass große Schäden an Bauwerken entstehen können.